# Syzygium nanpingense
Syzygium nanpingense là một loài thực vật có hoa trong Họ Đào kim nương. Loài này được Y.Y.Qian miêu tả khoa học đầu tiên năm 1991.